# جون ويلكي
جون ويلكي (بالإنجليزية: John Wilkie)‏ هو صحفي أمريكي، ولد في 1860 في إلجين في الولايات المتحدة، وتوفي في 13 ديسمبر 1934.